# هيلين أوبيري
هيلين أوبيري (مواليد 13 ديسمبر 1989) هي عداءة مسافات متوسطة وطويلة كينية، حصلت على الميدالية الفضية في سباق 5000 متر في أولمبياد 2016 و2020.